# South Gippsland Freeway
Der South Gippsland Freeway ist ein kurzes Autobahnstück im Süden des australischen Bundesstaates Victoria. Er verbindet den Monash Freeway in Doveton (Dandenong) mit dem Westernport Highway und dem South Gippsland Highway in Lyndhurst (Dandenong). Damit schafft er die Verbindung zwischen Melbourne und den Zielen im Südosten des Staates, wie die Mornington-Halbinsel und dem südlichen Gippsland.

## Geschichte
Dieser Freeway war ursprünglich Rest einer Planänderung des Mulgrave Freeway (heute Monash Freeway (M1)) 1970  Der Mulgrave Freeway beschrieb eine weite Kurve nach Süden, überquerte den Eumemmerring Creek in Doveton und endete offiziell am Princes Highway (A1) knapp südöstlich von Dandenong. Diese Anbindung wurde später in eine regelrechte Unterführung umgeplant und der Freeway inoffiziell einen weiteren Kilometer nach Süden, unter dem Princes Highway hindurch und entlang der Ostgrenze der damaligen Holden-Fabrik von Melbourne, verlängert. Er endete an der Kreuzung des South Gippsland Highway (M420) und der Pound Road.
Einige Jahre später, wurde dieses Stück Highway auf Grund der intensiven Nutzung überarbeitet und um einen weiteren Kilometer Richtung Lyndhurst verlängert. Die alte Route des South Gippsland Highway wurde vierspurig ausgebaut und auf Freeway-Standard gebracht. Eine neue Route des South Gippsland Highway entstand etwa einen Kilometer westlich des Freeway, die Pound Road wurden einige Hundert Meter nach Westen mit einer neuen Brücke über den Freeway verlängert und Dandenong erhielt Anschlüsse an den Freeway. Die Kreuzung des neuen South Gippsland Highway, des Freeway und der Lyndhurst Road (bald in Hastings Dandenong Road umbenannt) wurde neu geordnet, so dass der Freeway übergangslos über eine Überführung über den neuen South Gippsland Highway nach Süden weiterlief. Wer den Highway nach Cranbourne oder weiter südöstlich nutzen wollte, musste einfach die Ausfahrt nehmen.
Der Streckenabschnitt des Freeway zwischen dem Eumemmerring Creek und dem Princes Highway wurde ursprünglich als Mulgrave Freeway bezeichnet, aber es gab bereits damals Pläne, den Freeway nach Südosten Richtung Beaconsfield zu verlängern. Daher wurde Anfang der 1980er-Jahre der Streckenabschnitt des Mulgrave Freeway südlich des Eumemmerring Creek in 'South Gippsland Freeway' umbenannt, was diesen etwa 1 km nach Norden verlängerte.
Bis 1988 war der Mulgrave Freeway (damals in South Eastern Arterial Road umbenannt) nach und nach verlängert und dann so angebunden worden, dass sich ein Freeway-Anschluss für Dandenong ergab. So wurde die South East Arterial Road – und damit auch der South Gippsland Highway – stärker frequentiert. Man tat aber wenig zur Verbesserung der Situation auf dem Freeway selbst, insbesondere im Streckenabschnitt in Doveton, wo das Verkehrsaufkommen anstieg, weil viele Fahrer auf dem Princes Highway östlich von Dandenong auffahren wollten. Als die gesamte South Eastern Arterial Road als Staatsstraße 1 (S1) (später M1) ausgewiesen wurde, war auch dieser Streckenabschnitt betroffen. Der Rest der Straße südlich des Princes Highway zur Hastings Dandenong Road wurde als Staatsstraße 65 (S65) ausgewiesen. Die Brücke über die Kreuzung bei Lyndhurst wurde Anfang der 1990er-Jahre ohne größeres Aufsehen vierspurig ausgebaut, was wiederum das Verkehrsaufkommen, insbesondere durch Sattelzüge,  erhöhte. Die Dandenong Hastings Road wurde wiederum in Westernport Highway umbenannt, um dem größeren Frachtaufkommen Richtung Western Port Rechnung zu tragen und später die Straße vierspurig ausbauen zu können.
Einige Jahre später wurden die Staatsstraßenschilder am Freeway entfernt, weil Victoria das alphanumerische Straßenbezeichnungssystem einführte. Der Freeway war nun als M420 nummeriert, was auch für den South Gippsland Highway südöstlich der Kreuzung in Lyndhurst galt. Der Westernport Highway erhielt die Bezeichnung A780. Der nördliche Abschnitt war immer noch als M1 ausgewiesen, bis die South Eastern Arterial Road in Monash Freeway umbenannt wurde und 2003 nach Südosten auf der geplanten Route (Hallam Bypass) nach Berwick verlängert wurde. Danach erhielt der nördliche Streckenabschnitt ebenfalls die Nummerierung M420.
2010 baute man den Anschluss der Pound Road aus; es entstand eine vierspurige Brücke über den Freeway mit ampelgeregelten Anschlüssen an den Freeway. Diese Arbeiten wurden 2011 abgeschlossen.

## Kreuzungen und Anschlüsse
| South Gippsland Freeway                                              |                                |                               |                                                                           |
| Anschlüsse Richtung Norden                                           | Entfernung nach Melbourne (km) | Entfernung nach Hastings (km) | Anschlüsse Richtung Süden                                                 |
| End South Gippsland Freeway weiter als Monash Freeway nach Melbourne | 36                             | 38                            | Beginn South Gippsland Freeway vom Monash Freeway                         |
| Warragul, Traralgon über Freeway Dandenong, Berwick Princes Highway  | 38                             | 36                            | Berwick, Dandenong Princes Highway                                        |
| EISENBAHNLINIE INS GIPPSLAND                                         | 39                             | 35                            | EISENBAHNLINIE INS GIPPSLAND                                              |
| keine Ausfahrt                                                       | 41                             | 33                            | Narre Warren, Mordialloc Pound Road                                       |
| Beginn South Gippsland Freeway weiter vom Westernport Highway        | 42                             | 32                            | Cranbourne, Dandenong South Gippsland Highway                             |
| Beginn South Gippsland Freeway weiter vom Westernport Highway        | 42                             | 32                            | Ende South Gippsland Freeway weiter als Westernport Highway nach Hastings |